# Pleasanton (Kalifornien)
Pleasanton ist eine Stadt im Alameda County im US-Bundesstaat Kalifornien mit 79.871 Einwohnern (Stand: 2020). Sie ist ein Vorort der East Bay-Region der San Francisco Bay Area im Amador Valley.
Sie hat etwa 79.871 Einwohner (Stand: 2020). Die Stadt liegt bei den geographischen Koordinaten 37,67° Nord, 121,89° West. Das Stadtgebiet hat eine Größe von 56,5 km². Die Stadt stellt eine principal city der Metropolitan Statistical Area San Francisco–Oakland–Fremont (East Bay) dar, die wiederum Teil der San Francisco Bay Area ist.
Pleasanton liegt an der Kreuzung der Interstate 580 und 680 und bildet mit der Nachbarstadt Dublin den östlichsten Punkt des BART-Systems; sie ist damit an die Städte in der Bay Area angebunden und fungiert teilweise als deren Vorort. Pleasanton gehört zu den reichsten mittleren Städten der USA.

## Demografie
Nach der Volkszählung von 2010 war die Bevölkerungsdichte 1,118.4/km2. Es gab 47058 (67,0 %) Weiße, 1190 (1,7 %) waren Schwarze, 226 (0,3 %) waren Indianer, 16322 (23,2 %) waren Asiaten, 134 (0,2 %) waren Einwohner pazifischer Inseln. 7264 (10,3 %) Menschen waren ohne Berücksichtigung ihrer Race hispanisch.
Nach der Volkszählung 2010 lebten 69829 Menschen (99,4 % der Bevölkerung) in Privathaushalten. Es gab 25245 Haushalte, in 10785 davon (42,7 %) lebten Kinder unter 18. 16206 (64,2 %) Haushalte waren verheiratete Ehepaare, 2024 (8 %) hatten ein weibliches Haushaltsmitglied ohne einen Mann, 948 (3,8 %) hatten ein männliches Haushaltsmitglied ohne eine Frau. Es gab 887 (3,5 %) verschiedengeschlechtliche nichteheliche Partnerschaften. 4860 Haushalte (19,3 %) waren Einpersonenhaushalte und 1853 (7,3 %) waren Einpersonenhaushalte mit einer mehr als 65 Jahre alten Person. Die Durchschnittsgröße der Haushalte war 2,77. Es gab 19178 Familien (76 % der Haushalte), die Durchschnittsgröße der Familien war 3,20.
19024 (27,1 %) Menschen waren jünger als 18 Jahre alt, 4378 (6,2 %) waren zwischen 18 und 24, 17257 (24,6 %) waren zwischen 25 und 44 und 7661 (10,9 %) waren 65 oder älter.

## Geschichte
Alisal war eine frühere Siedlung in diesem Gebiet. Pleasanton erhielt im Jahr 1894 vom Staat Kalifornien das Stadtrecht. Die Stadt wurde nach Generalmajor Alfred Pleasonton benannt. Ein drucktechnischer Fehler führte zum heutigen Namen.

## Wirtschaft
Die ehemalige Safeway-Tochter Blackhawk Network, The Cooper Companies, Shaklee und Workday, Inc. haben ihre Hauptsitze in der Stadt. Pleasanton war auch der ehemalige Hauptsitz von PeopleSoft.

## Bekannte Töchter und Söhne der Stadt
- Helen Brewster Owens (1881–1968), Mathematikerin, Hochschullehrerin und Frauenrechtlerin.
- Abby Martin (* 1984), Künstlerin und Fernsehmoderatorin
- Keith Millard (* 1962), American-Football-Spieler
- William Moerner (* 1953), Chemiker, Nobelpreisträger 2014
- Tomas Keršulis (* 2001), litauischer Sprinter